# 144 (число)
144 (Сто со́рок чоти́ри) — натуральне число між  143 та  145.
Число 144 є гросом, тобто це число дорівнює 12 дюжинам.

## У математиці
- 12-те  число Фібоначчі. Найбільше число Фібоначчі, що є квадратом. Єдине число Фібоначчі, що є квадратом свого номера.

## У програмуванні
- Однобайтові інструкція NOP у процесорів, сумісних з Intel x86.

## В інших областях
- 144 рік.
- 144 до н. е.
- NGC 144 —  спіральна галактика ( Sc) в сузір'ї  Кит.
- Ту-144 — надзвуковий пасажирський літак (СРСР)
- (144) Вібілія — астероїд  головного поясу.